# Алёшино (муниципальный округ Егорьевск)
Алёшино — деревня в муниципальном округе Егорьевск Московской области России.

## География
Деревня расположена в 5 километрах к северу от центра города Егорьевск. Восточнее деревни проходит Егорьевское шоссе. Ближайшие населённые пункты — деревни Кудиновская, Станинская и Федуловская.

## История
Впервые упоминается в 1554 году. Название связано с личным именем Алёша.
В XIX веке село Алёшино входило в состав Нечаевской волости Егорьевского уезда Рязанской губернии. В 1886—1889 годах в селе построили старообрядческую церковь Георгия Победоносца по проекту архитектора И. Т. Барютина на средства Н. М. Бардыгина.
До 1954 года — центр Алёшинского сельсовета.
До 2015 года входила в состав городского поселения Егорьевск.
В 2015 году вошла в состав городского округа Егорьевск, образованного в том же году путем упразднения Егорьевского района и объединения всех его поселений в единый городской округ.

## Демография
Согласно Всероссийской переписи, в 2002 году в деревне проживало 55 человек (24 мужчины и 31 женщины), по национальности — русские. По данным на 2005 год в деревне проживал 41 человек. Население — 82 человек (2010).
| 1859 | 1868 | 1885 | 1905 | 1926 | 2002 | 2006 |
| ---- | ---- | ---- | ---- | ---- | ---- | ---- |
| 293  | ↗304 | ↗381 | ↘376 | ↘347 | ↘55  | ↘41  |
| 2010 |      |      |      |      |      |      |
| ↗82  |      |      |      |      |      |      |